# Konstantin Paramonov
Pour les articles homonymes, voir Paramonov.
Konstantin Valentinovitch Paramonov (en russe : Константин Валентинович Парамонов), né le 26 novembre 1973 à Perm, est un footballeur russe ayant évolué au poste d'attaquant dans les clubs locaux du Zvezda puis de l'Amkar Perm entre 1991 et 2008. Il se reconvertit par la suite comme entraîneur.

## Biographie

### Carrière de joueur

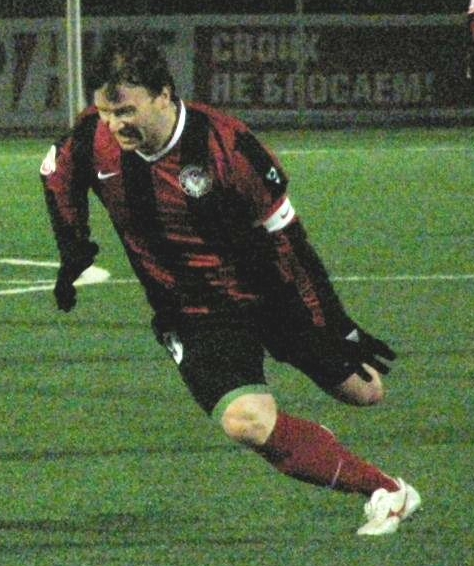
Paramonov lors de son dernier match en 2008.

Formé à l'académie du Zvezda Perm, Paramonov intègre l'équipe première du club à l'âge de 17 ans lors de la saison 1991 où il joue deux matchs avant d'être envoyé en prêt dans l'équipe amateur du Khimik Goubakha. Devenu titulaire par la suite, il évolue avec le Zvezda en deuxième puis en troisième division avant de quitter finalement son club formateur à la suite de sa disparition à l'issue de la saison 1995.
Recruté par l'Amkar Perm en 1996, Paramonov s'impose rapidement comme titulaire à la pointe de l'attaquer permienne, inscrivant trente-quatre buts pour sa première saison et terminant meilleur buteur du groupe Centre de la troisième division. Une performance qu'il réitère deux ans après, inscrivant trente buts alors que son équipe remporte le groupe Oural et accède à la deuxième division, puis une nouvelle fois lors de la saison 1999, devenant meilleur buteur du deuxième échelon avec vingt-trois buts marqués.
Paramonov remporte la deuxième division avec l'Amkar en 2003, terminant deuxième meilleur buteur avec vingt-et-un buts et découvre la première division pour la première lors de la saison 2004. Après une première saison décevante avec quatre buts inscrits en vingt-neuf matchs, Paramonov subit une rupture des ligaments croisés en début de saison 2005 qui l'écarte des terrains jusqu'à la moitié de l'année 2006. Peu après son retour de blessure, il est progressivement mis à l'écart et envoyé en équipe réserve par l'entraîneur Rashid Rahimov du fait de sa mauvaise condition physique. Non-utilisé ensuite par le nouvel entraîneur Miodrag Božović, il met un terme à sa carrière de joueur à l'issue de la saison 2008, disputant un dernier match de gala lors de la dernière journée face au FK Khimki le 22 novembre 2008.

### Carrière d'entraîneur
Peu après sa retraite sportive, Paramonov intègre en janvier 2009 la Haute école des entraîneurs (russe : Высшую школу тренеров) avant d'être nommé entraîneur adjoint dans les équipes de jeunes de l'Amkar Perm. Il envisage brièvement de reprendre sa carrière de joueur durant l'hiver 2010 alors que le club rencontre des difficultés financières et passe proche d'une rétrogradation en deuxième division, avant qu'il ne soit finalement racheté par Guennadi Chilov.
Il devient entraîneur de l'équipe des jeunes en 2013 et occupe brièvement le poste d'entraîneur principal par intérim à la suite du départ de Stanislav Tchertchessov pour le Dynamo Moscou en avril 2014. Après la dissolution de l'Amkar en juin 2018, il supporte avec Aleksei Popov le projet de refondation du Zvezda Perm, son club de formation, dont il prend le poste d'entraîneur principal. Il amène par la suite l'équipe à la sixième place de son groupe de troisième division à l'issue de la saison 2018-2019.
Paramonov quitte ses fonctions à la fin du mois de décembre 2019 pour rallier le FK Orenbourg où il devient adjoint de Konstantin Iemelianov (en). Après le départ de ce dernier en mai 2020, il prend sa place à la tête de l'équipe pour le reste de la saison 2019-2020, quittant ses fonctions au mois de juillet à l'issue de la dernière journée.
Il retrouve par la suite la troisième division où il entraîne le Lada Dimitrovgrad pour l'exercice 2020-2021 avant de retrouver la direction du Zvezda Perm en juillet 2021. Il ne reste cependant en fonctions que deux mois avant de quitter à nouveau le club le 7 septembre suivant.

## Statistiques
| Saison                | Club                  | Championnat           | Championnat | Championnat | Coupe(s) nationale(s) | Coupe(s) nationale(s) | Total | Total |
| Saison                | Club                  | Division              | M.          | B.          | M.                    | B.                    | M.    | B.    |
| 1991                  | Zvezda Perm           | D3                    | 2           | 0           | 0                     | 0                     | 2     | 0     |
| 1992                  | Zvezda Perm           | D2                    | 23          | 2           | 3                     | 1                     | 26    | 3     |
| 1993                  | Zvezda Perm           | D2                    | 32          | 1           | 1                     | 0                     | 33    | 1     |
| 1994                  | Zvezda Perm           | D2                    | 40          | 1           | 1                     | 0                     | 41    | 1     |
| 1995                  | Zvezda Perm           | D3                    | 39          | 12          | 1                     | 0                     | 40    | 12    |
| Sous-total            | Sous-total            | Sous-total            | 136         | 16          | 6                     | 1                     | 142   | 17    |
| 1996                  | Amkar Perm            | D3                    | 42          | 34          | 2                     | 4                     | 44    | 38    |
| 1997                  | Amkar Perm            | D3                    | 40          | 14          | 1                     | 0                     | 41    | 14    |
| 1998                  | Amkar Perm            | D3                    | 32          | 30          | 5                     | 5                     | 37    | 35    |
| 1999                  | Amkar Perm            | D2                    | 41          | 23          | 1                     | 1                     | 42    | 24    |
| 2000                  | Amkar Perm            | D2                    | 36          | 17          | 3                     | 2                     | 39    | 19    |
| 2001                  | Amkar Perm            | D2                    | 33          | 11          | 3                     | 1                     | 36    | 12    |
| 2002                  | Amkar Perm            | D2                    | 32          | 14          | 4                     | 3                     | 36    | 17    |
| 2003                  | Amkar Perm            | D2                    | 32          | 21          | 3                     | 1                     | 35    | 22    |
| 2004                  | Amkar Perm            | D1                    | 29          | 4           | 2                     | 0                     | 31    | 4     |
| 2005                  | Amkar Perm            | D1                    | 5           | 1           | 1                     | 0                     | 6     | 1     |
| 2006                  | Amkar Perm            | D1                    | 10          | 1           | 2                     | 1                     | 12    | 2     |
| 2007                  | Amkar Perm            | D1                    | 4           | 0           | 0                     | 0                     | 4     | 0     |
| 2008                  | Amkar Perm            | D1                    | 1           | 0           | 0                     | 0                     | 1     | 0     |
| Sous-total            | Sous-total            | Sous-total            | 337         | 170         | 27                    | 18                    | 364   | 188   |
| Total sur la carrière | Total sur la carrière | Total sur la carrière | 473         | 186         | 33                    | 19                    | 506   | 205   |

## Palmarès
Sous les couleurs de l'Amkar Perm, Paramonov remporte la zone Oural de la troisième division en 1998 puis la deuxième division en 2003.
Sur le plan personnel, il est le meilleur buteur de l'histoire de l'Amkar, comptabilisant 188 buts, ainsi que le deuxième joueur le plus capé avec 364 apparitions sous le maillot permien derrière Aleksei Popov qui en compte 463.